# واين وود
واين وود هو لاعب هوكي الجليد كندي، ولد في 5 يونيو 1951 في تورونتو في كندا.

## وصلات خارجية
- واين وود على موقع دوري الهوكي الوطني (الإنجليزية)
- واين وود على موقع EliteProspects.com (الإنجليزية)
- واين وود على موقع HockeyDB.com (الإنجليزية)
- واين وود على موقع Hockey-Reference.com (الإنجليزية)